# Чабров, Вячеслав Александрович
Вячеслав Александрович Чабров (род. 9 июля 1984) — российский футболист, игрок в пляжный футбол.
На любительском уровне играл за петербургские клубы «Приморец» (2002), «Локомотив» (2003), «Нева-Спорт» (2004). За ФК «Приозерск» (Приозерск) в первенстве ЛФЛ 2004 года сыграл 16 матчей и забил 21 гол, 14 из них — в матче против «Петровского замка»; лучший бомбардир зоны «Северо-Запад».
В 2005 году в первом чемпионате России по пляжному футболу сыграл пять матчей, забил один гол за петербургский клуб ТИМ.